# Powiat de Wągrowiec
Le powiat de Wągrowiec (en polonais : powiat wągrowiecki) est un powiat (district) de la voïvodie de Grande-Pologne, dans le centre-ouest de la Pologne.
Elle est née le 1er janvier 1999, à la suite des réformes polonaises de gouvernement local passées en 1998.
Le siège administratif du powiat est la ville de Wągrowiec, qui se trouve à 60 kilomètres au nord-est de Poznań, capitale de la voïvodie de Grande-Pologne. Le powiat possède deux autres villes : Gołańcz, située à 19 kilomètres au nord-est de Wągrowiec et Skoki, à 18 kilomètres au sud de Wągrowiec.
Le district couvre une superficie de 1 048,8 kilomètres carrés. En 2005, sa population totale est de 67 460 habitants, avec une population pour la ville de Wągrowiec de 24 681 habitants, pour la ville de Gołańcz de 3 431 habitants, pour la ville de Skoki de 3 972 habitants et une population rurale de 35 739 habitants.

## Powiaty voisines

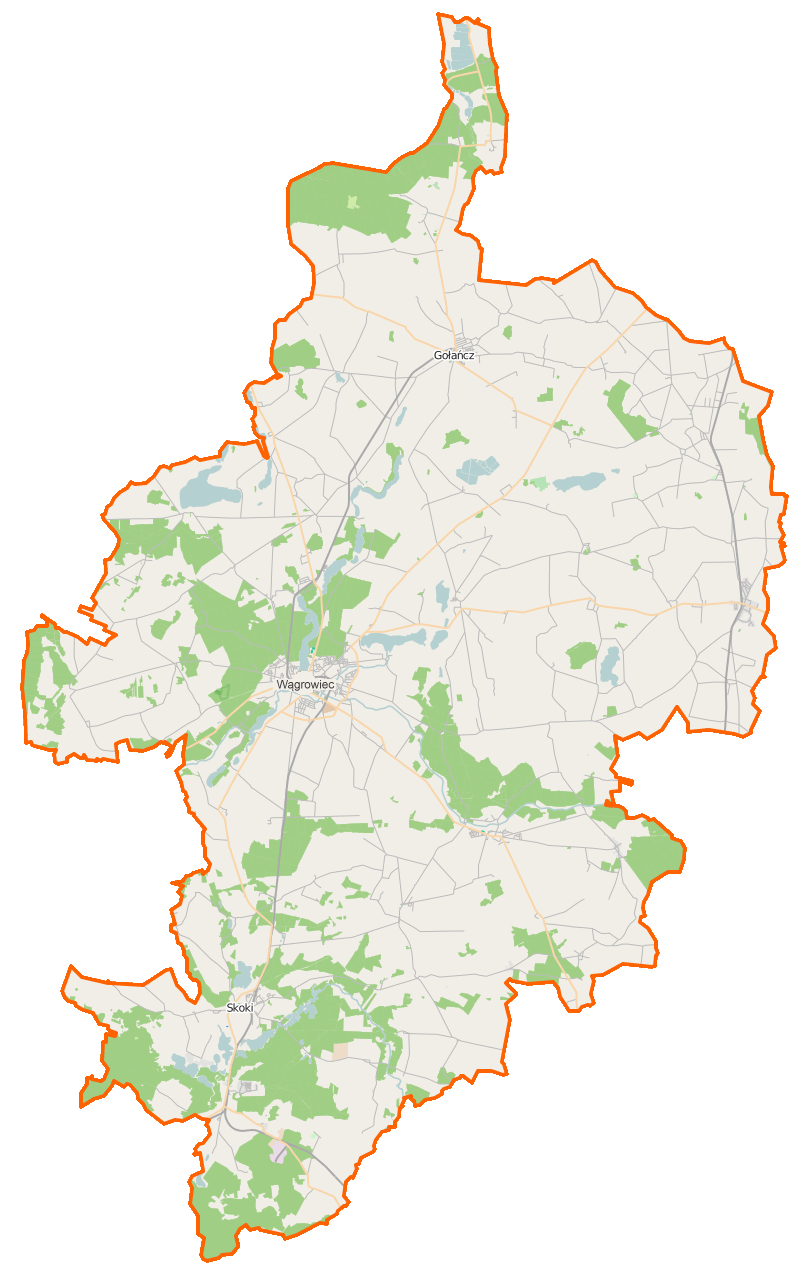
Plan du powiat.

La Powiat de Wągrowiec est bordée des powiaty de: 
- Chodzież et Nakło nad Notecią au nord
- Żnin à l'est
- Gniezno au sud
- Poznań au sud-est
- Oborniki et Piła à l'ouest

## Division administrative
Le powiat est divisé en 7 gminy (communes) :
| Gmina                                                    | Type         | Superficie (km2) | Population (2006) | Siège      |
| Wągrowiec                                                | urbain       | 17,9             | 24 681            |            |
| Wągrowiec                                                | rural        | 347,8            | 11 333            | Wągrowiec* |
| Skoki                                                    | urbain-rural | 198,5            | 8 749             | Skoki      |
| Gołańcz                                                  | urbain-rural | 192,1            | 8 391             | Gołańcz    |
| Mieścisko                                                | rural        | 135,6            | 5 887             | Mieścisko  |
| Damasławek                                               | rural        | 104,7            | 6 793             | Damasławek |
| Wapno                                                    | rural        | 44,2             | 3 068             | Wapno      |
| * le siège ne fait pas partie du territoire de la gmina. |              |                  |                   |            |

## Démographie
Données du 30 juin 2005 :
| description | Total  | Total | Femmes | Femmes | Hommes | Hommes |
| ----------- | ------ | ----- | ------ | ------ | ------ | ------ |
| Unité       | Nombre | %     | Nombre | %      | Nombre | %      |
| Population  | 67 460 | 100   | 34 121 | 50,58  | 33 339 | 49,42  |
| Urbain      | 31 721 | 47,02 | 16 425 | 24,35  | 15 296 | 22,67  |
| Rural       | 35 739 | 52,98 | 17 696 | 26,23  | 18 043 | 26,75  |

## Histoire
De 1975 à 1998, les différents gminy du powiat actuelle appartenait administrativement à la Voïvodie de Piła et à la Voïvodie de Poznań.

La Powiat de Wągrowiec est créée le 1er janvier 1999, à la suite des réformes polonaises de gouvernement local passées en 1998 et est rattachée à la voïvodie de Grande-Pologne.

## Réseau routier

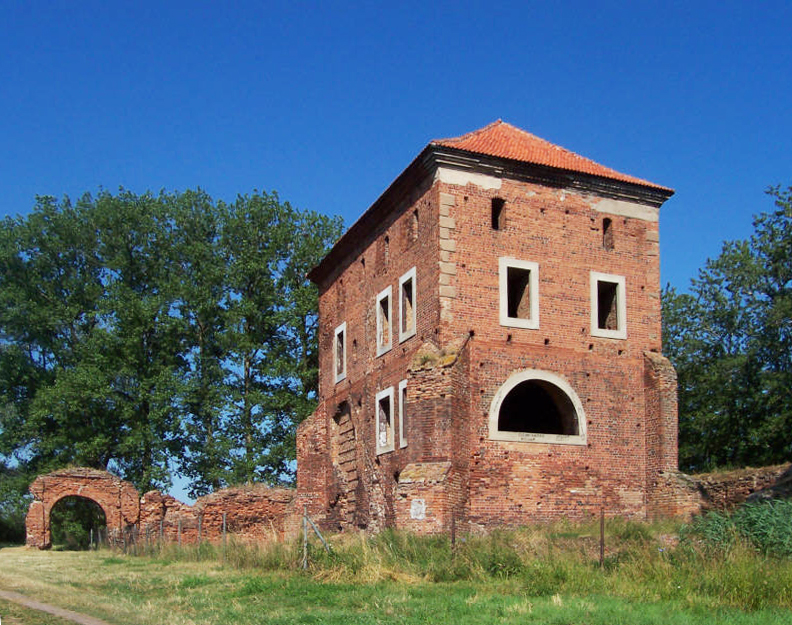
Château à Golancz.

La Powiat est traversé par la route secondaire 241 (qui relie Sępólno Krajeńskie à Rogoźno), la route secondaire 196 (qui relie Poznań à Wągrowiec), la route secondaire 190 (qui relie Krajenka à Gniezno), la route secondaire 251 (qui relie Wągrowiec à Inowrocław), la route secondaire 194 (qui relie Morakowo à Wyrzysk) et la route secondaire 193 (qui relie Gołańcz à Chodzież).